# Brevet de technicien supérieur - Comptabilité et gestion
 (mai 2016).
Le BTS comptabilité et gestion (BTS CG) est un diplôme d’enseignement supérieur français qui vise à former des techniciens spécialisés et performants dans les domaines de la comptabilité de gestion et de la comptabilité financière. Il peut être suivi dans un lycée ou par correspondance.
Ce BTS est ouvert à l'ensemble des Bacheliers. La formation en BTS CG dure 2 ans et deux stages en milieu professionnel y sont inclus.

## Programme du BTS CG
L’enseignement de la comptabilité et de la gestion s’aborde par processus classés en deux catégories. :
- Les processus métier qui contribuent directement à l’activité principale :
  - P1 : Contrôle et traitement comptable des opérations commerciales
  - P2 : Contrôle et production de l'information financière
  - P3 : Gestion des obligations fiscales
  - P4 : Gestion des relations sociales
  - P5 : Analyse et prévision de l'activité
  - P6 : Analyse de la situation financière

- Un processus support contribuant au fonctionnement des processus métier :
  - P7 : Fiabilisation de l’information et du système d’Information comptable (SIC)

## Règlement d’examen

### Épreuves obligatoires
| Épreuves                                                                     | Coefficient                           | Forme                                 | Durée                                 |
| E.1. Cultures générales et expression                                        | E.1. Cultures générales et expression | E.1. Cultures générales et expression | E.1. Cultures générales et expression |
| ---------------------------------------------------------------------------- | ------------------------------------- | ------------------------------------- | ------------------------------------- |
| E11 Culture générale et expression                                           | 4                                     | Écrite                                | 4 heures                              |
| E.2. LV obligatoire Anglais                                                  |                                       |                                       |                                       |
| E22 Anglais                                                                  | 3                                     | Orale                                 | 20 minutes                            |
| E.3. Mathématiques appliquées                                                | 3                                     | 2 CCF                                 | 2 x 55 minutes                        |
| E.4. culture économique, juridique et managériale                            | 6                                     | Écrite                                | 4 heures                              |
| E.5 . Traitement et contrôle des opérations comptables, fiscales et sociales |                                       |                                       |                                       |
| sous-épreuve : Étude de cas                                                  | 9                                     | Écrite                                | 4 heures                              |
| E.6. sous-épreuve : Pratiques comptables fiscales et sociales                | 4                                     | 2 CCF                                 |                                       |
| E.7 : Situations de contrôle de gestion et d’analyse financière              | 5                                     | 2 CCF                                 |                                       |
| E.8. Parcours de professionnalisation                                        | 5                                     | Orale                                 | 30 minutes                            |

### Épreuves facultatives
| Épreuves facultatives                          | Forme | Durée      |
| ---------------------------------------------- | ----- | ---------- |
| EF 1 (Hors anglais) Langue vivante étrangère B | Orale | 20 minutes |
| EF2 Approfondissement local                    | Orale | 20 minutes |

## Stage en milieu professionnel
Les périodes de stage en milieu professionnel sont obligatoires pour valider l’examen.
Le stage dure 10 semaines.
-  5 à 6 semaines en première année (périodicité mi-mai, fin juin)
-  4 à 5 semaines en seconde année (entre les vacances de Toussaint et les vacances de Noël) 

### Objectifs
Le candidat au BTS comptabilité et gestion des organisations doit effectuer un stage dans une entreprise, un cabinet comptable ou une organisation non marchande, afin de compléter sa formation par l’expérience des pratiques professionnelles correspondant aux compétences décrites dans le référentiel. Le stage permet également d’acquérir les qualités relationnelles, les attitudes, les comportements professionnels et de développer le sens des responsabilités par l’adaptation aux réalités et aux exigences de l’emploi. Le stage doit placer les étudiants en situation d’exercer les activités décrites dans le référentiel de certification du domaine professionnel. Le choix de l’entreprise ou de l’organisation d’accueil doit satisfaire à cette exigence.

### Organisation
La durée des stages est de 10 semaines qui se déroulent pendant la période scolaire avec nécessairement une période de cinq à six semaines consécutives en fin de première année et une période de quatre à cinq semaines consécutives en deuxième année. Les périodes de stages sont fixées à l’initiative de l’établissement de formation. La recherche des entreprises ou des organisations d’accueil et la négociation du contenu du stage sont effectuées conjointement par l’étudiant et l’équipe pédagogique. Le stagiaire élabore obligatoirement un mémoire d'une dizaine de pages portant notamment sur les activités et les travaux réalisés au cours du stage. Ce mémoire obligatoire sert de support à l’exposé prévu à l’épreuve E6 et constitue un élément du dossier d’examen. Pour les candidats qui se présentent au titre de leur expérience professionnelle, le certificat de stage peut être remplacé par un ou plusieurs certificats de travail justifiant la nature et la durée de l’emploi occupé.

## Épreuve E4: Traitement et contrôle des opérations comptables, fiscales et sociales

### Finalités et objectifs
Cette épreuve se décompose en 2 parties, une partie écrite (coefficient 6) et une partie pratique (coefficient 4). Ces 2 épreuves s'appuient sur les processus suivants : P1, P2, P3, P4 et P7. L’objectif visé est d’apprécier, dans des contextes de travail variés, comment le candidat peut :
- S’approprier un contexte professionnel, des démarches et des procédures, un système d’information comptable,
- Effectuer les traitements pertinents relatifs aux obligations comptables, fiscales et sociales,
- Mettre en œuvre des procédures de travail, de contrôle et des normes en vigueur,
- Utiliser une documentation de référence,
- Justifier et argumenter ses choix.

### Contenu
L’unité E4.1 est validée par le contrôle de l’acquisition des compétences du référentiel, relevant des processus P1, P2, P3, P4 et P7 à l’exception des activités A.1.1, A1.7, A.2.1 et A.2.8, A.3.1, A.4.1, A.4.4 et des composantes d’activité A.3.2.5.et A3.3.8.

### Critères d’évaluation
L’évaluation porte sur les critères suivants :
- Conformité et mise en œuvre des procédures de travail, de contrôle et des normes en vigueur,
- Maitrise des techniques de traitement des informations comptables, financières, fiscales et sociales,
- Précision et rigueur de la présentation des productions réalisées et de la démarche mise en œuvre,
- Qualité et conformité des documents comptables, financiers, fiscaux et sociaux produits ou renseignés,
- Qualité de l’adaptation du candidat à la spécificité des situations rencontrées,
- Qualité et efficacité de l’argumentation et de la présentation des travaux effectués.

## Épreuve E5: Situations de contrôle de gestion et d’analyse financière

### Objectifs
L’épreuve permet d’évaluer les compétences professionnelles et les connaissances associées dans les domaines de la gestion, de l’informatique et de l’organisation du système d’information. Elle évalue les processus P5, P6 et P7 d'un coefficient 5. Elle évalue les capacités à : 
- repérer, collecter, organiser, traiter et produire l’information quantitative et qualitative pour préparer les décisions de gestion ;
- analyser un problème de gestion financière ou d’organisation ;
- construire un diagnostic, analyser des performances et formuler des propositions ;
- participer à l’organisation et à la mise en œuvre du système informatique de gestion et de communication ;
- participer à la conception et à l’évolution du système d’information comptable et de gestion ;
- communiquer par écrit, de manière formelle, (rapport, note…) les analyses, diagnostics ou propositions effectués.

### Contenu
Cette épreuve vise à évaluer les compétences acquises par le candidat dans les domaines de :
- l’analyse et la prévision de l’activité,
- l’analyse de la situation financière.

### Critères d’évaluation
En forme ponctuelle ou en contrôle en cours de formation, les compétences attendues sont évaluées
sur la base des critères suivants :
- Respect et mise en œuvre des méthodes, des procédures de travail en vigueur,
- Maîtrise des techniques et des méthodes de traitement des informations financières et de gestion,
- Qualité et conformité des documents produits,
- Pertinence de l’analyse,
- Efficacité dans la mise en œuvre de l’environnement numérique mobilisé pour réaliser les productions demandées,
- Qualité de l’adaptation du candidat à la spécificité des situations rencontrées et à ses aléas,
- Pertinence et justification des démarches mises en œuvre,
- Qualité et efficacité de la communication.

## Épreuve E6: Parcours de professionnalisation

### Objectifs
Cette épreuve (coefficient 5) vise à évaluer les compétences liées au parcours de professionnalisation du candidat et en particulier la capacité du candidat à :
- caractériser et analyser les choix organisationnels en matière de système d’information comptable et de gestion (SICG) et de veille informationnelle,
- conduire une analyse réflexive sur sa professionnalité nécessaire à son adaptation à des situations professionnelles variées,
- communiquer à partir de la production de documents professionnels écrits et l’utilisation de modes de communication adaptés au contexte des situations professionnelles vécues ou simulées.

### Contenu
Outre les activités mobilisant les compétences relatives à la veille et à l’analyse de l’organisation d’un processus (activités A.1.1, A1.7, A.2.1 et A.2.8, A.3.1, A.4.1, A.4.4 et des composantes d’activité A.3.2.5. et A.3.3.8). Cette épreuve repose sur la totalité du parcours de professionnalisation du candidat et notamment des situations recensées dans le passeport professionnel du candidat.

### Forme de l'épreuve
L'évaluation porte sur deux objets distincts :
- Une « analyse de l’organisation d’un processus » menée par le candidat en milieu professionnel, à l'occasion d'un ou plusieurs stages ou lors de son exercice professionnel, et/ou à l'occasion des travaux en atelier professionnel et des activités de veille réalisées soit en milieu professionnel, soit en ateliers professionnel.
- Une analyse réflexive du parcours par le candidat à partir de son passeport professionnel.

### Organisation et déroulement de l’épreuve
Première phase (durée : 15 minutes au maximum), centrée sur l’analyse « Analyse de l’organisation d’un processus »
Cette phase est précédée par la lecture et l’évaluation par la commission de l’écrit produit par le candidat. Elle permet de valider les compétences relevant des activités suivantes du référentiel :
- A.1.1 : Présentation du SIC ;
- A.1.7 : Contribution à la performance du processus « Contrôle et traitement comptable des opérations commerciales » et la recherche de la sécurisation des opérations ;
- A.2.1 : Conduite d’une veille réglementaire nécessaire à l’établissement des comptes ;
- A.2.8 : Contribution à la performance du processus « P2 » et la recherche de la sécurisation des opérations ;
- A.3.1 : Conduite de la veille fiscale ;
- A.4.1 : Participation au respect des obligations sociales ;
- A.4.4 : Contribution à la performance du processus « Gestion des relations sociales » et la recherche de la sécurisation des opérations ;
- Et les composantes A.3.2.5. : Contribution à l’évolution des procédures de traitement et de contrôle de TVA et A.3.3.8 : Contribution à l’évolution des procédures de traitement et de contrôle des impôts directs.

Deuxième phase (durée : 15 minutes au maximum), centrée sur le parcours professionnel :
La commission d'interrogation conduit un entretien destiné à apprécier la capacité du candidat à évaluer l'ensemble de son parcours professionnel. La commission d'interrogation apprécie la capacité du candidat à porter un regard réflexif sur l'étendue des compétences acquises, la pertinence et l'efficacité professionnelles qui caractérisent l’intégralité de son parcours de formation, sa capacité à prendre en compte les caractéristiques des contextes de travail. Là encore, la commission peut à partir d’activités recensées dans le passeport proposer des variations de paramètres et apprécier la capacité du candidat à les prendre en compte et à s’y adapter. Elle peut également demander au candidat d’identifier les activités qui ont été déterminantes dans l’acquisition de sa professionnalité et de les analyser.

### Composition de la commission d’interrogation
La commission est composée de trois membres :
- Deux professeurs assurant les enseignements liés aux processus P1-P7 et les ateliers professionnels,
- un professionnel du secteur.

## Organismes formateurs

### Formation scolaire
La formation est assurée par plus d'une centaine de lycées en France. Des écoles privées peuvent également former les étudiants au BTS CG.

### Formation à distance
Une dizaine d'organismes préparent les candidats au BTS CG
- publique grâce au CNED
- privés (liste des écoles en France).

## Poursuite des études
Le titulaire du BTS comptabilité et gestion des organisations peut chercher immédiatement un emploi ou bien envisager la poursuite des études en  :
- Licence professionnelle  notamment :
- Licence professionnelle comptabilité et gestion
- Licence professionnelle en droit social
- licence de gestion parcours CCA (Comptabilité Contrôle Audit)
- Master de gestion (parcours finance-contrôle, Comptabilité Contrôle Audit, management qualité et contrôle interne) dans une université .
- Licence professionnel en gestion et administration du personnel
  - Voie vers l'expertise-comptable avec le diplôme de comptabilité et de gestion (DCG). Le BTS comptabilité et gestion des organisations donne des dispenses aux épreuves no 1 (introduction au droit), no 5 (économie), no 8 (système d'information et de gestion), no 9 (introduction à la comptabilité) et no 13 (relations professionnelles) du diplôme de comptabilité et de gestion (DCG), arrêté du 18 avril 2007.

## Sources
- Le site Cours BTS CG